# Comuna Marca, Sălaj
Marca este o comună în județul Sălaj, Transilvania, România, formată din satele Leșmir, Marca (reședința), Marca-Huta, Porț și Șumal. Este situată la o distanță de 55 km față de Zalău și 25 km față de Șimleu Silvaniei. Are o suprafață de 48,37 km².

## Demografie
Componența etnică a comunei Marca
     Români (74,98%)
     Maghiari (9,75%)
     Romi (9,25%)
     Alte etnii (6,02%)
Componența confesională a comunei Marca
     Ortodocși (53,77%)
     Greco-catolici (20,93%)
     Baptiști (8,67%)
     Reformați (8,27%)
     Romano-catolici (1,39%)
     Penticostali (1,08%)
     Alte religii (0,58%)
     Necunoscută (5,3%)
Conform recensământului efectuat în 2021, populația comunei Marca se ridică la 2.226 de locuitori, în scădere față de recensământul anterior din 2011, când fuseseră înregistrați 2.542 de locuitori. Majoritatea locuitorilor sunt români (74,98%), cu minorități de maghiari (9,75%) și romi (9,25%). Din punct de vedere confesional, majoritatea locuitorilor sunt ortodocși (53,77%), cu minorități de greco-catolici (20,93%), baptiști (8,67%), reformați (8,27%), romano-catolici (1,39%) și penticostali (1,08%), iar pentru 5,3% nu se cunoaște apartenența confesională.

## Politică și administrație
Comuna Marca este administrată de un primar și un consiliu local compus din 11 consilieri. Primarul, Cosmin-Ioan Bădăcean[*], de la Partidul Social Democrat, este în funcție din 1 noiembrie 2024. Începând cu alegerile locale din 2024, consiliul local are următoarea componență pe partide politice:
|  | Partid                                 | Consilieri | Componența Consiliului | Componența Consiliului | Componența Consiliului | Componența Consiliului | Componența Consiliului |
|  | -------------------------------------- | ---------- | ---------------------- | ---------------------- | ---------------------- | ---------------------- | ---------------------- |
|  | Partidul Social Democrat               | 5          |                        |                        |                        |                        |                        |
|  | Partidul Național Liberal              | 4          |                        |                        |                        |                        |                        |
|  | Uniunea Democrată Maghiară din România | 1          |                        |                        |                        |                        |                        |
|  | Alianța pentru Unirea Românilor        | 1          |                        |                        |                        |                        |                        |

## Atracții turistice
- Biserica de lemn din satul Porț, construcție 1792, monument istoric
- Cetatea dacică de la Marca, datează din sec I î.e.n.-I e.n. [8]
- Monumentul Eroilor din Marca [8]
- Defileul Barcăului
- Muntele Șes - sit de importanță comunitară inclus în rețeaua ecologică europeană Natura 2000 în România.

## Personalități
- Ionel Chira (n.13 iul. 1972) - preot.[9]
- Nicoale Costruț (n. 12 nov. 1941) - profesor.[9]
- Felicia Drăgan (n. 9 aug.1974) - farmacist profesor universitar.[9]
- Victor Hălmăjan (11. dec. 1934) - inginer.[9]
- Gabriel Antoniu Lavrincic (n. 10 febr. 1976) ambasador cultural între România și Rusia, a intrat în Cartea Recordurilor cu un număr impresionant de scrisori primite și trimise, corespondența din perioada copilăriei cu destinatari din Uniunea Sovietică.[9]
- Vladimir Pop Mărcanu (n. 8 aug. 1992, Popești, jud. Bihor - m. 21 aug. 2008, Deva) - scriitor.[9]
- Eva Mozes Kor (n. 31 ian. 1934 - m. 4 iul. 2019), activist și supraviețuitor al Holocaustului[10]
- Florica Silaghi (n. 1957), canotoare.